# Interglossa
A língua auxiliar internacional Interglossa (ISO 639-3: igs) foi projectada pelo cientista Lancelot Hogben em Aberdeen (Escócia) durante a Segunda Guerra Mundial. Esta língua era um tentar simples de introduzir o vocabulário internacional de ciência e a tecnologia, principalmente termos  de origem grega e latina, numa língua com gramática simples adequada de uma língua analítica. O interglossa foi publicado em 1943 como só "uma redação de um auxiliar", (a draft of an auxiliary)  em outras palavras, um projecto preliminar que teve que ser completado. Hogben aplicou princípios semânticos para seleccionar um vocabulário reduzido de 880 palavras que poderiam bastar para conversa básica entre as pessoas de nacionalidades diferentes.

## Alfabeto
O alfabeto do interglossa é um alfabeto derivado do latino que utiliza 26 letras do alfabeto latin básicos de ISO. 
| Maiúsculas |   |   |   |   |   |   |   |   |   |   |   |   |   |   |   |   |   |   |   |   |   |   |   |   |   |
| A          | B | C | D | E | F | G | H | I | J | K | L | M | N | O | P | Q | R | S | T | U | V | W | X | Y | Z |
| Minúsculas |   |   |   |   |   |   |   |   |   |   |   |   |   |   |   |   |   |   |   |   |   |   |   |   |   |
| a          | b | c | d | e | f | g | h | i | j | k | l | m | n | o | p | q | r | s | t | u | v | w | x | y | z |

## Fonética
O valor fonético das letras geralmente coincide com os valores característicos do alfabeto fonético internacional, com as seguintes exceções: 
y é equivalente a /i/.
c e q são equivalentes a /k/.
ph, th, ch, rh são equivalentes, respectivamente, a /f/, /t/, /k/, /r/.
x em posição inicial é equivalente a /z/; em caso contrário, /ks/.
Nas seguintes combinações inicial, a primeira de duas consoantes é silencioso: ct-, gn-, mn-, pn-, ps-, pt-. Então ps- em pseudo é equivalente a /s/. 
Estas regras não reconhecem incoerências. O inconveniente de ter algumas anomalias que vai para uma dúzia de linhas de impressão é menor que a desvantagem resultante da mutilação das raízes fora de reconhecimento visual.
Geralmente, o acento está na penúltima sílaba, por exemplo billEta (bilhete), permIto. Em palavras que terminam em duas vogais (-io, -ia, etc.), eles formam ditongo. Embora Hogbben mantem l'hiato para dizer que em nEsia (ilha) o acento está na sílaba antes da penúltima (nE-si-a). Da mesma por exemplo em orientAtio.

## Partes do discurso
A classificação das partes do discurso relevante para uma linguagem analítica não imita as categorias específicas do sistema de flexão do grupo indo-européio. As palavras d'interglossa podem ser classificadas de acordo com sua função de palavras individuais na sentence-landscape (p. 32-3): 
- Substantivos (396): Nomes para coisas concretas (ou classes de coisas concretas). Cada um pode atuar como un adjetivo, como já acontece em Inglês. Exemplos (do texto de exemplo abaixo): crati (governo), geo (terra), pani (pão), parenta (pai ou mai), urani (céu).
- "Amplificadores" (417): Qualidades abstratas que podem atuar como substantivos, adjetivos ou correspondentes advérbios. Exemplos: accido (acidente, acontecimento,  realidade, real, etc.), demo (povo), dirigo/controlo (direção, controle, etc.), dyno (poder, poderoso, etc.), eu (bom, a bondade, bem, etc.), famo (reputação, fama), eu-famo (boa fama, glória, etc.), libero (livre, liberdade), malo (mau), nomino (nome), offero (oferta), pardo (pardon), revero (reverend, reverência). 
  - Um pouco dos "amplificadores" também funcionam como "partículas associativas" (com significado adicional como preposições e/ou conjunções). Exemplos: causo (causa, porque, etc.), de (de, em relação a, etc.), harmono (harmonia, de acordo com, etc.), hetero (diferente, se não, etc.), homo (similar, de modo similar, como), metro (medida, etc.), plus (adição, adicional, em mais, e, etc.), tendo (intenção, vontade, objetivo, para, etc.), volo (desejo, ansioso, bom disposto, boa vontade, em vez de).
  - Alguns funcionam como partículas de lugar ou tempo. Exemplos: a/ad (a, em direção a), apo (fora, a partir, etc.), di (dia, de cada dia, etc.), epi (sobre, ancima), in (em, interior, etc.), tem (tempo, durante que, etc.).
- "Verboídos" (20): Os nomes dos processos e estados principais. Exemplos: acte (fazer, atuar, etc.), date (dar, etc.), dicte (dezir, expressar, etc.), gene (tornar se, etc.), habe (ter, etc.), tene (leve, etc.). Estes "verboídos" podem não atuar como verbos, por exemplo: plu malo acte (as maldades, os pecados). 
  - Eles podem formar combinações naturais com palavras abstratas ("amplificadores"). Exemplos: acte dirigo (dirigir, controle, etc.), acte malo (fazer do mal, pecar, transgredir), acte pardo (perdoar), date libero (dar liberdade, liverar), dicte petitio (dezir uma pergunta, demandar), dicte volo (querer, etc.), habe accido (se pasar, etc.).
- Pseudônimos (pronomes, 11): Eles funcionam e como pronomes e como equivalentes de substantivos ou para seus adjetivos correspondentes. Exemplos: na (nós), mu (eles, aqueles, etc.), su (que... (pronome relativo como sujeito)), tu (você, vosso).
- Partículas interrogativas, imperativas, negativas e comparativas (6), dois dos quais permitem formular perguntas, pedidos ou ordens sem desvio do invariável palavra-patrono. Exemplos: no/non (não, não!), peti (pedido). Em que peti é uma pequena forma de expressar o imperativo político  (polite imperative nas palavras de Hogben), dicte petitio vai toda a expressão. 
  - No texto de exemplo abaixo, a expressão dicte volo pode ser equivalente ao subjuntivo: Na dicte volo; tu Nomino gene revero significa: "santificado seja o vosso Nome".
- Artigos (29): Palavras gerais e numerais que têm a função de pregar pluralidade ou de outra forma em relação aos equivalentes de substantivo (todos os que são invariáveis). Exemplos: pan (todos), plu (alguns, um número de, os), u/un (um, algun, o).

## Sentence-landscape
Para pronto reconhecimento, uma língua livre de flexão pode facilitar a sua compreensão por ambos os tipos de sinais presentes na sentence-landscape ("sentença-paisagem"): artigos (ver "Partes do discurso"), e terminais (em outras palavras, vogais finais): 
- Substantivos terminam em -a ou -i. (Exceções são: geo, cardo, acu, occlu, bureau).
- "Amplificadores" (qualidades abstratas) terminam em -o. (Exceções são: anni, di, hora, post, pre, tem, ad, contra, epi, ex, extra, in, inter, para, littora, peri, tele, trans, anti, de, minus, per, plus, syn, vice).
- "Verboídos" terminam em -e.
- Pseudônimos, se não, terminam em nada particulara vocal: mi, tu, na, an[dro], fe[mina], re, pe[rsona], mu[lti], auto, recipro, su[bjectum]).

Hogben prefere ter este número de exceções em vez de "desvantagem de mutilar um tema internacional familiar ou indevidamente prolongar a palavra". (p. 37) 

## Sintaxe
Interglossa é uma língua puramente analítica como o chinês, dependente dos sufixos, enquanto de flexão verbal como de derivação nominal, mas usa um tipo de compostos cujo segundo componente é um substantivo monossílabo. Como em chinês (e inglês), os substantivos compostos são essenciais, e assim é o contexto:
Se falarmos aqui ou em outra parte de uma par ou composto como auto-explícito, o epíteto é donc abreviação para bastante explícito em um contexto onde ele irá aparecer normalmente (p. 21).
Interglossa garante uma gramática mínima com um conjunto de regras de sintaxe claramente definidas, mas diferente da gramática normal de línguas flexionais-aglutinativas como as línguas indo-europeias  : 
Inevitavelmente, encontramo-nos cair atrás o patrono gramatical  da família ariana (indo-europeu) para uma língua mais universal com características comuns ao chinês. O resultado é que aprender uma língua assim designado é um exercício vital no pensamento claro de um tipo que qualquer um pode empreender com utilidade. Na verdade, a gramática da "interglossa", como é muito verdadeiro do Basic English, é semântica. (p. 24)

## Léxico
Hogben livremente adota internacional palavras gregas; assim, interglossa tem cephali e chiri para cabeça e mão. 
Poucos cientistas e técnicos, e ainda poucos lingüistas, têm antecipado o tempo presente de infiltração de raízes gregas na vida cotidiana. Consequentemente, línguas artificiais já propostas com apenas tocam a margem do problema da familiaridade das palavras.  (p. 30)
Em cada caso, Hogben geralmente garante pares de sinônimos, por exemplo hypo e infra, soma e corpora (os primeiros gregos, os segundos latins),  que são internacionais. 
Desenhar todos os detalhes de um interlinguagem desenvolvido  não é uma carga de um homem.Observação massa com base em questionários distribuídos aos diferentes grupos de pessoas de diferentes nacionalidades vai decidir quais palavras em cada divisão são titulados ao posto de variante preferida. (p.15-16)
Interglossa poderia ser visto como a preparação de seu descendente língua auxiliar glosa, que, em parte, mudou e ampliou o léxico.

## Um dicionário perdido
No manual Interglossa. A draft of an auxiliary foi anunciado um volume adicional, A short English-Interglossa Dictionary ("Um curto dicionário inglês-interglossa", por Dorothy Baker): 
O autordeseja expressar sua gratidão principalmente à Sra. Dorothy Baker, M.A., em ajudar na preparação do texto final e o dicionário inglês-"Interglossa" de 8000  palavras que se segue este volume na mesma série (p.8)
Possivelmente este volume não foi publicado. Assim diminuíram as oportunidades de aprender e usar o interglossa.

## Texto do exemplo
O seguinte é o Pai Nosso enm interglossa, titulada por Hogben "U Petitio de Christi" (p.242): 
| Versão em interglossa: | Texto em grec: | Versão em português:: |
| Na Parenta in Urani: Na dicte volo; tu Nomino gene revero; plus tu Crati habe accido; plus u Demo acte harmono tu Tendo epi Geo homo in Urani; Na dicte petitio: Tu date plu di Pani a Na; plus Tu acte pardo plu malo Acte de Na; metro Na acte pardo Mu; Su acte malo de Na. Peti Tu non acte dirigo Na a plu malo Offero; Hetero, Tu date libero Na apo Malo. Causo Tu tene u Crati plus u Dyno plus un eu Famo pan Tem. Amen. | Πάτερ ημών ο εν τοις ουρανοίς, αγιασθήτω το όνομά Σου, ελθέτω η Βασιλεία σου, γενηθήτω το θέλημά σου ως εν ουρανώ και επί της γης. Τον άρτον ημών τον επιούσιον δος ημίν σήμερον, και άφες ημίν τα οφειλήματα ημών, ως και ημείς αφίεμεν τοις οφειλέταις ημών. Και μη εισενέγκης ημάς εις πειρασμόν, αλλά ρύσαι ημάς από του πονηρού. Ότι σου εστί η βασιλεία και η δύναμις και η δόξα εις τους αιώνας. Αμήν. | Pai Nosso que estais no Céu, santificado seja o vosso Nome, venha a nós o vosso Reino, seja feita a vossa vontade assim na terra como no Céu. O pão nosso de cada dia nos dai hoje, perdoai as nossas ofensas assim como nós perdoamos a quem nos tem ofendido, e não nos deixeis cair em tentação, mas livrai-nos do Mal. Amém. |